# Sonchus mauritanicus
Sonchus mauritanicus là một loài thực vật có hoa trong họ Cúc. Loài này được Boiss. & Reut. miêu tả khoa học đầu tiên năm 1852.